# Euptera kinugnana
Euptera kinugnana is een vlinder uit de familie van de Nymphalidae. De wetenschappelijke naam voor deze soort is voor het eerst voorgesteld als Euryphene kinugnana door Henley Grose-Smith in een publicatie uit 1889.

## Verspreiding
Deze soort komt voor in de bossen van Kenia, Tanzania, Malawi, Mozambique en Madagaskar.

## Ondersoorten
- Euptera kinugnana kinugnana (Grose-Smith, 1889) (Kenia, Tanzania, Malawi, Mozambique)
  - = Pseudacraea uhelda Mabille, 1890
- Euptera kinugnana insularis Collins, 1995 (Madagaskar)

## Waardplanten
De rups leeft op soorten van de Sapotaceae, waaronder Chrysophyllum gorongosum Engl., Englerophytum natalense (Sond.) T.D.Penn., Synsepalum brevipes (Baker) T.D.Penn..